# Оґава Кокі
Оґава Кокі (яп. 小川 航基; нар. 8 серпня 1997) — японський футболіст, що грав на позиції нападника.

## Клубна кар'єра
Протягом 2016–2019 років грав за команду «Джубіло Івата». З 2019 року захищає кольори «Міто Холліхок».

## Кар'єра в збірній
З 2017 року залучався до складу молодіжної збірної Японії, з якою брав участь у молодіжних чемпіонатах світу 2017.
Дебютував 2019 року в офіційних матчах у складі національної збірної Японії.

## Статистика виступів
| Збірна Японії | Збірна Японії | Збірна Японії |
| Рік           | Матчі         | Голи          |
| ------------- | ------------- | ------------- |
| 2019          | 1             | 3             |
| Загалом       | 1             | 3             |

## Титули і досягнення
- Переможець Юнацького (U-19) кубка Азії: 2016